# Motala Verkstad

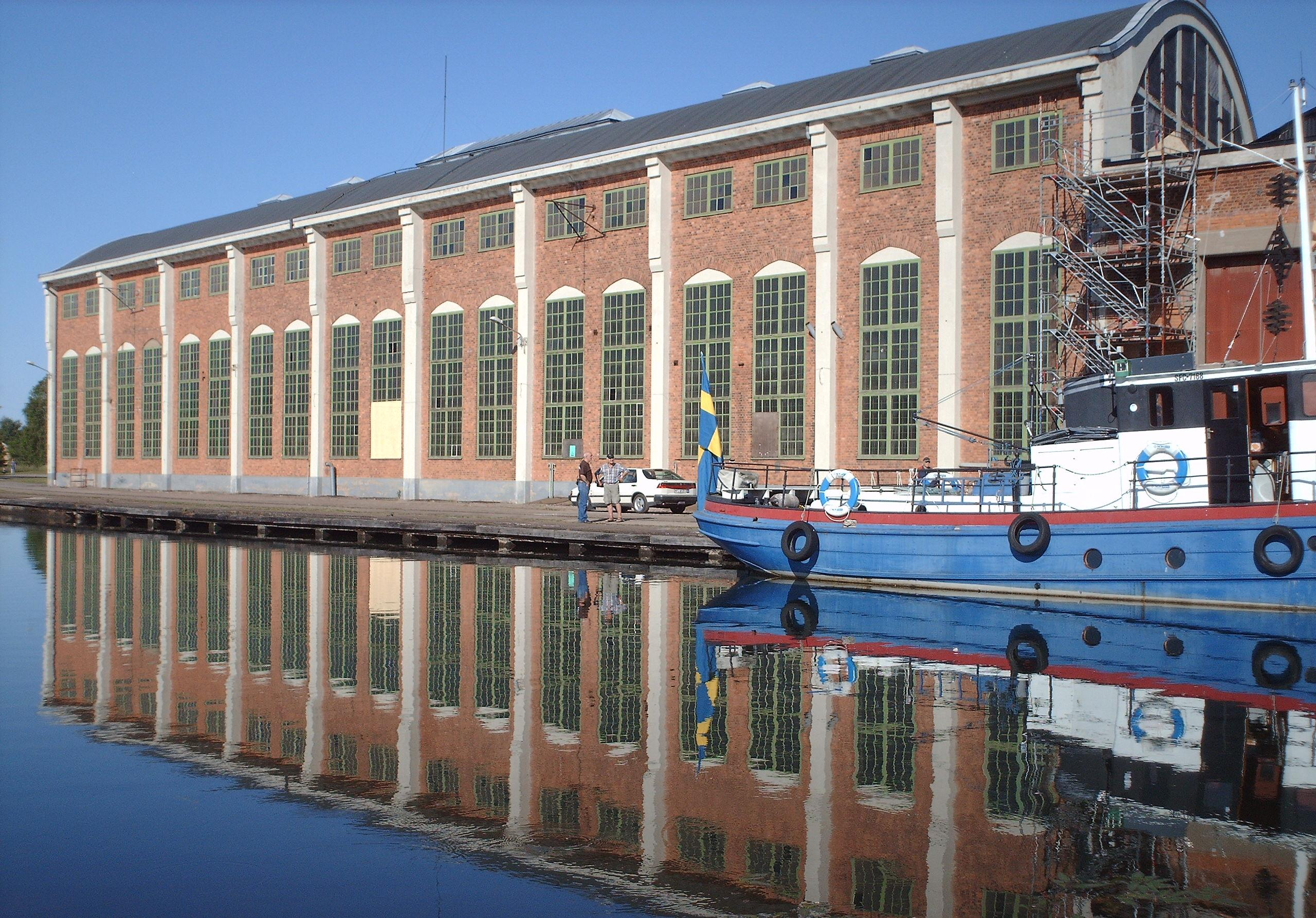
Lokwerkstatt in Motala

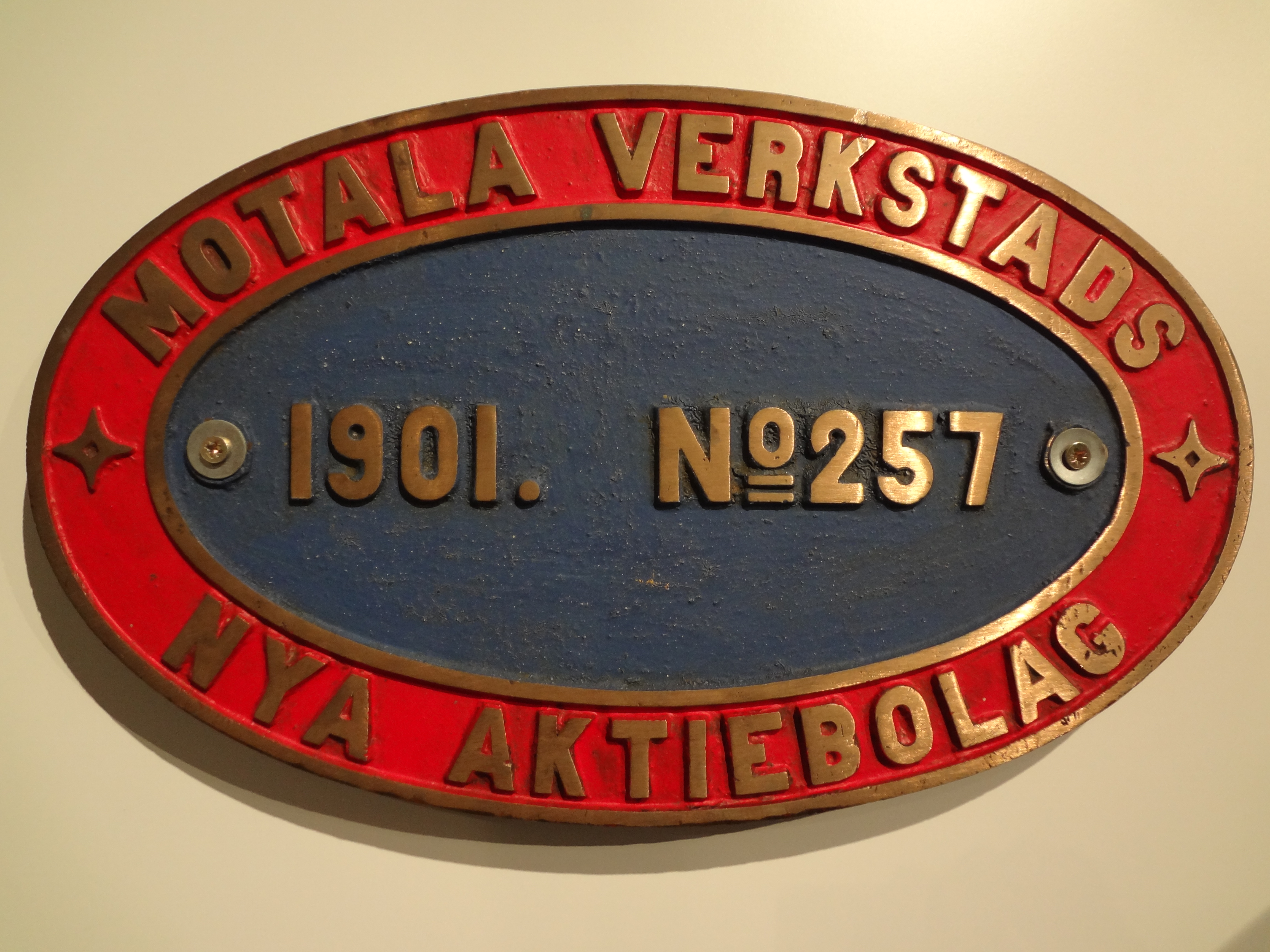
Fabrikschild der Motala Verkstads Nya AB

AB Motala Verkstad ist eines der ältesten schwedischen Produktionsunternehmen. Es wurde 1822 von Baltzar von Platen als Maschinenfabrik mit Gießerei in Motala gegründet, um Werkzeuge, Kräne sowie Schleusen- und Brückenteile für den Bau des Göta-Kanals zu produzieren.

## Geschichte
Nach der Eröffnung des Kanals 1832 verkaufte von Platen die Maschinenfabrik, die ab diesem Zeitpunkt als Motala Werkstads Bolag firmierte.
Diese Firma wurde von 1843 bis 1870 von Otto Edvard Carlsund geleitet und wurde in dieser Zeit international bekannt. Das Unternehmen erhielt mehrere Auszeichnungen und wurde auf Weltausstellungen gewürdigt. Der Schriftsteller Jules Verne ging in seinem Roman 20.000 Meilen unter dem Meer darauf ein, dass es möglich sein könnte, dass das erste fiktive U-Boot Nautilus in Motala hergestellt worden wäre.
Die Gesellschaft ging 1891 in Konkurs und wurde ohne die Tochtergesellschaften (z. B. die 1841 eröffnete Motala Varv in Norrköping oder die 1884 angekaufte Motala Mekaniska Verkstad in Oskarshamn) als Motala Verkstads Nya AB rekonstruiert. Motala Verkstads Nya AB wurde nach 1920 mit Lindholmens Verkstad zur AB Lindholmen–Motala vereinigt.
AB Lindholmen–Motala wurde 1944 vom Axel Johnson-Konzern übernommen und verblieb dort bis 1986. Es erfolgte der Namenswechsel zu AB Motala Verkstad. Während dieser Zeit zogen große Teile der Firma in einen neuen Industriepark in Motala.
Im Februar 2011 wurde Aqilles Invest AB Haupteigentümer von AB Motala Verkstad. Die Übernahme war Teil einer langfristigen Strategie, um neues Wachstum zu entwickeln.
2013 wurde Fosie Mekaniska Industrier von Aqilles Invest übernommen und im folgenden Jahr entstand die Motala Verkstad Group (MVG). 2015 ging Motala Train an Alstom Transport und im März 2016 Scana Machining von MVG erworben. Im gleichen Jahr wurde Kristinehamn AB übernommen sowie im Oktober Gustavsviksverkstadem von Rolls-Royce.
2018 wurde LMK Forward AB der Mehrheitseigner von MVG, die wiederum sämtliche Aktien der David Sjölanders Mekaniska AB aufkaufte.

## Produktionsspektrum
Das Produktionsspektrum enthielt Schiffe, Dampfmaschinen und Lokomotiven. Ferner kaufte oder mietete das Unternehmen Werften in Lindholmen, Nyköping, Norrköping, Oskarshamn sowie das Eisenwerk in Bångbro.
Motalas erste Lokomotive entstand 1862. Zwischen 1865 und 1876 entstand nur 1871 eine einzige Lok, die UTSJÖ, die eine eiserne Feuerbüchse und Holzfeuerung hatte. Die erste Verbundlokomotive war die 1897 gebaute Nr. 168, die erste Lok mit Überhitzer entstand 1907 mit der Nr. 372. Sie hatte einen Schmidt-Überhitzer. Die Baunummern 740 und 741 wurden nach Zeichnungen von Nydqvist och Holm gebaut. Die letzte Dampflokomotive wurde 1950 mit der Nr. 972 hergestellt. Der Lokomotivbau endete 1971 mit mehreren Exemplaren der Baureihen Rc3 und Dm.